# 黑弗里尔 (马萨诸塞州)
黑弗里爾（英語：Haverhill；/ˈheɪvrɪl/ HAY-vril），是美國麻薩諸塞州艾塞克斯縣的一個城市，北隔梅里馬克河與新罕布什爾州相望。面積92.3平方公里。根據美國2010年人口普查，人口60879人。 
1871年設市。

## 知名人物
- 納撒尼爾·索頓斯托爾（英语：Nathaniel Saltonstall）（1639年－1707年）：塞勒姆審巫案法官之一。
- 漢娜·達斯頓（英语：Hannah Duston）（1657年－1736年）：與阿本拿基族對抗的美國早期民間英雄，第一位設有雕像的美國女性。
- 摩西·哈森（英语：Moses Hazen）（1733年－1803年）：美國獨立戰爭期間大陸軍准將。
- 約翰·格林里夫·惠蒂埃（1807年－1892年）：貴格會詩人、廢奴主義者。
- 羅蘭·哈西·梅西（英语：Rowland Hussey Macy）（1822年－1877年）：梅西百貨創立者。
- 沃爾特·田尼·卡爾頓（英语：Walter Tenney Carleton）（1867年－1900年）：企業家，日本電氣的三位創始董事之一。
- 路易·B·梅耶（1884年－1957年）：俄羅斯裔電影製作人，好萊塢米高梅電影公司創始人之一。
- 詹姆斯·羅思曼（1950年－）：諾貝爾生理學或醫學獎得主。
- 羅伯·殭屍（1965年－）：男歌手、音樂家、導演、編劇、監製和演員。
- 卡洛斯·佩尼亞（1978年－）：多明尼加裔棒球員，曾在黑弗里爾就讀高中。
- 諾亞·馮萊（1995年－）：籃球員。

## 外部链接

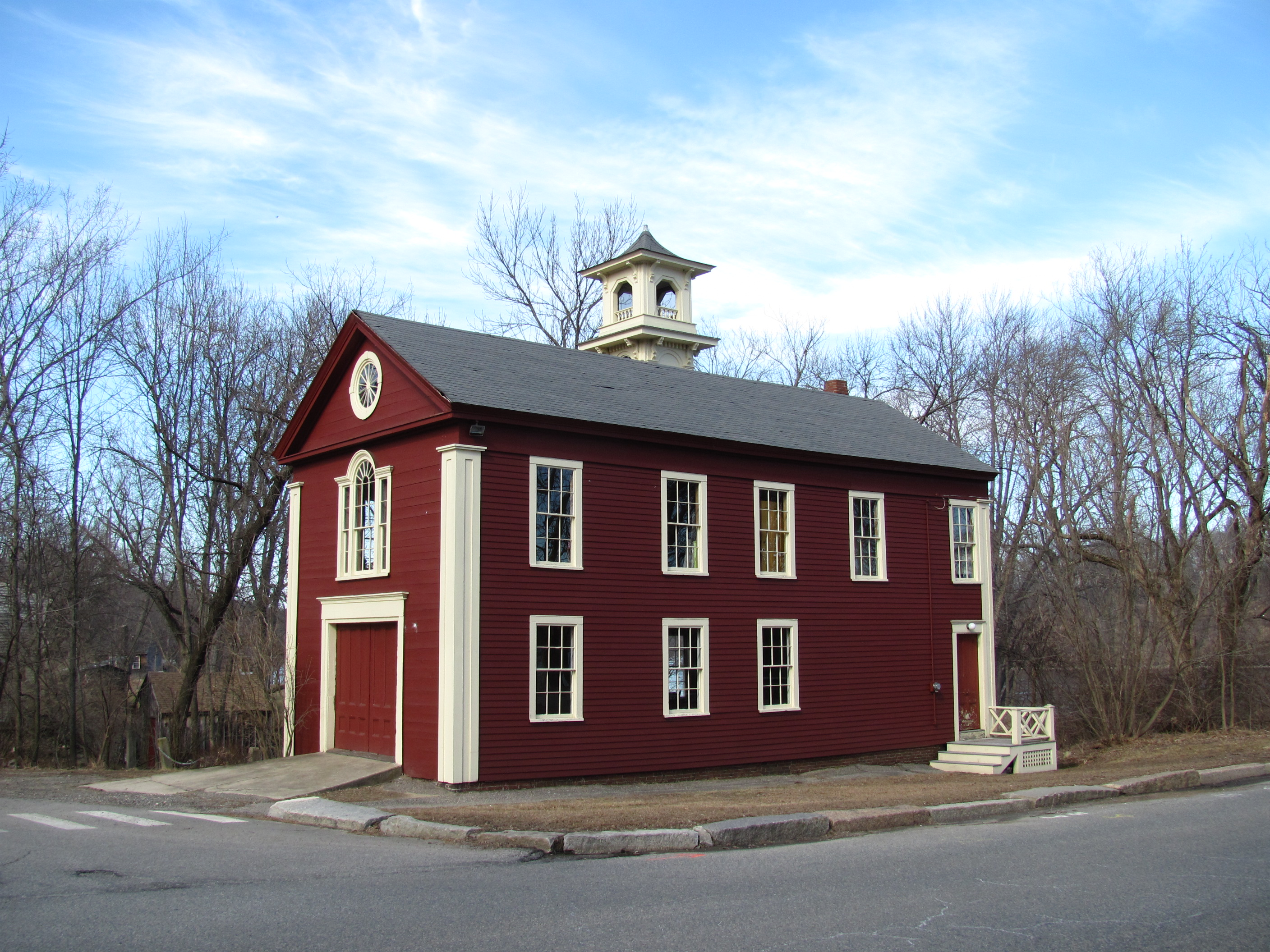